# François Aubertin
François Aubertin (1773-1821) est un graveur, illustrateur et imprimeur français, actif sous le Premier Empire.

## Biographie
Fils de Françoise Hennequin et de l'architecte Dominique Aubertin, le jeune François grandit à Metz. En 1790, il demeure dans cette ville place Mazelle, chez son père, qui lui donna sans doute ses premières leçons de dessin. C'est alors qu'il se porte volontaire pour intégrer le premier bataillon de la Moselle. Son père meurt le 6 avril 1793, à l'âge de 46 ans. Le jeune homme décide alors de quitter sa ville natale et rejoint en juin 1794 l'Armée de Sambre-et-Meuse. Il y devient secrétaire et dessinateur des états-major des 3e et 6e divisions de cette armée, près du général Marceau. Il est fait prisonnier en octobre 1795 par les Autrichiens à Meißenheim, lors du blocus de Mayence.
Il est conduit à Francfort, puis à Dresde, où il occupe ses journées de prisonnier en se perfectionnant à l'art de la gravure. Dans cette ville, il trouve un emploi dans l'atelier d'un graveur en taille-douce. C'est là qu'il tente de perfectionner l'impression des motifs, en cherchant à obtenir un grain de plus en plus fin. Devenu maître de cette technique, qu'il appelle aqua-tinta, il est requis à Leipzig, puis à Berlin, où il se marie. Il effectue un séjour à Bâle vers 1799-1800. La paix d'Amiens signée, il peut rejoindre la France.

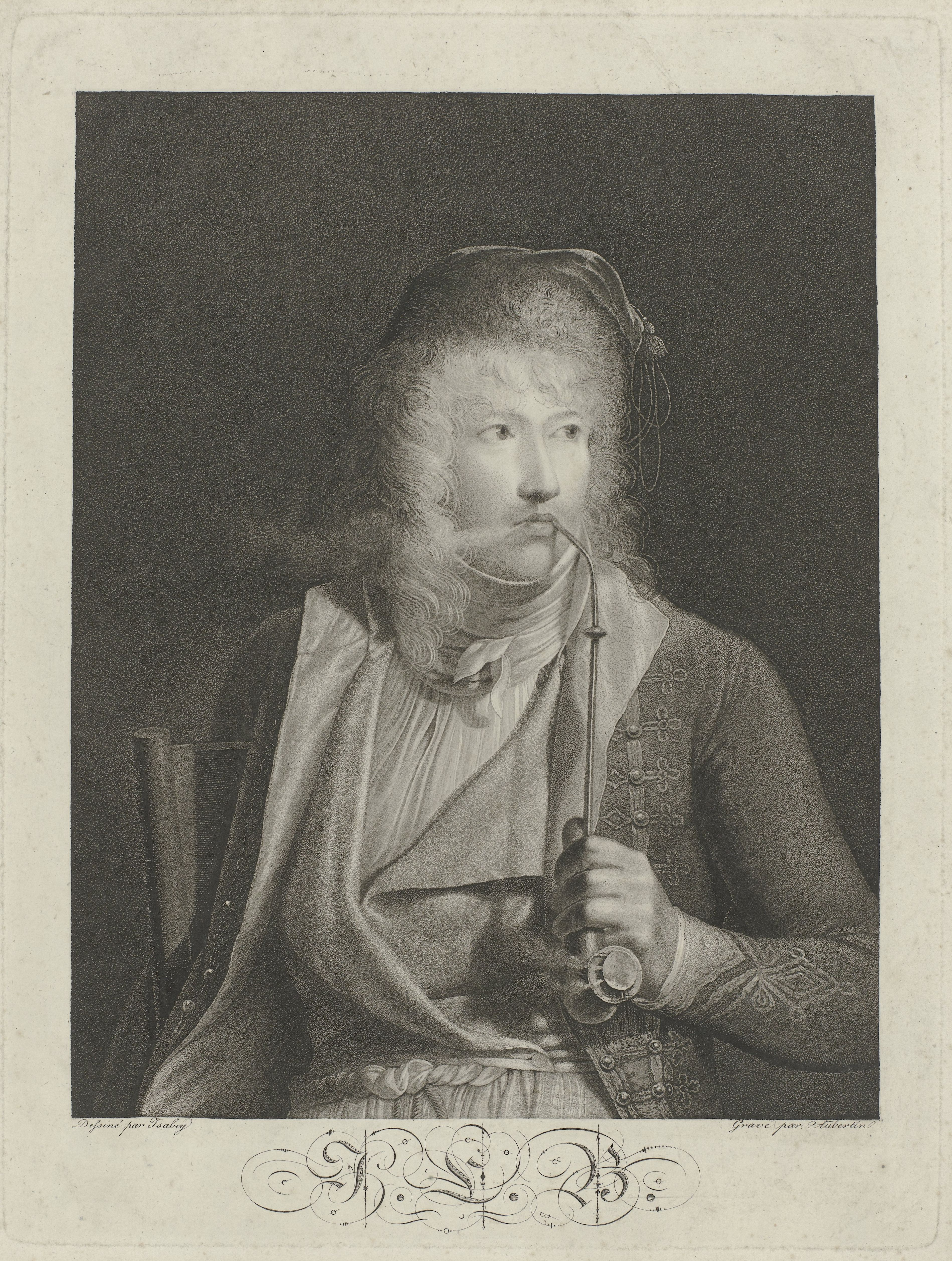
Portrait de Jacques-Luc Barbier en fumeur, d'après Isabey (aquatinte, 1804), considéré comme son chef-d'œuvre.

À Paris, il était inscrit sur la liste des émigrés. Il y arrive le 16 août 1801, et le 8 novembre suivant il est arrêté : c'est du rapport de police fait à ce moment-là que proviennent certains éléments de sa vie. Domicilié rue de Beaune, et favorisé par la prise de pouvoir du Premier Consul, il attire sur ses travaux durant une exposition au Louvre l'attention d'Alexandre de Laborde, qui lui passe commande.
Il reçoit ensuite commande d'une importante gravure intitulée le Passage du Grand Saint Bernard par l'Armée française de réserve commandée par le général en chef Berthier sous les ordres de Napoléon Bonaparte, Premier Consul. L'annonce de cette publication paraît dans Le Moniteur du 29 janvier 1802. Ce même journal précise qu'Aubertin est l'inventeur d'une « nouvelle méthode de graver au lavis qui imite parfaitement le dessin au pinceau ». 

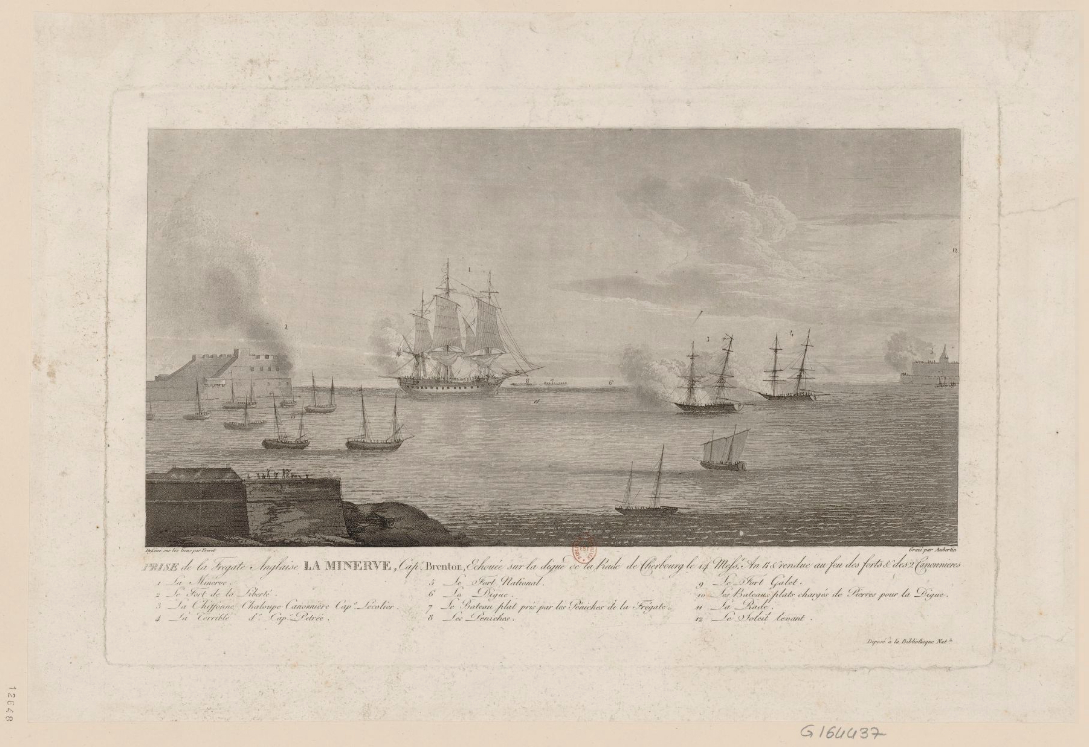
Prise de la frégate anglaise La Minerve, Cap[itaine] Brenton, échouée sur la digue de la rade de Cherbourg le 14 Mess[idor] an II, et rendue au feu des forts et des 2 canonnières, gravure d'après dessin sur le motif de Fréret.

En 1806, Aubertin illustre la cérémonie du couronnement de l'empereur Napoléon Ier. 
En 1813, il perd son fils, puis son épouse le quitte. Il est contraint de produite plus et de vendre moins cher. Après la chute de l'Empire, en 1816, il est chargé d'une commande par la duchesse d'Angoulême, et grave le portrait de Louis XVIII. Il en imprima quelques exemplaires pour lui qu'il revendit illicitement. Il se cacha durant trois ans du côté de Metz, chez Jacques Thomas de Pange, un ami de sa famille. Ce dernier étant nommé préfet à Nîmes en 1817, Aubertin choisit alors l'exil de peur des poursuites. On le retrouve à Bruxelles, où il décroche quelques commandes, entre autres pour un ouvrage d'architecture. En 1818, il est nommé lecteur à l'université de Gand, ville où il obtient une pension et une demeure. Il continue de livrer des gravures pour des ouvrages, cette fois d'éducation. En 1820, il participe au Salon de Gand, et expose une huile sur toile, une gravure et des dessins de plantes.
Au printemps 1821, il décide de s'installer à Mariakerke, non loin de Gand. Pris de boisson et victime d'un coma, il décède dans la nuit du 27 au 28 août 1821 sur le chemin de l'hôpital de Gand. Selon le Bénézit, il se serait suicidé.
Il interpréta des compositions de Nicolaes Berchem, Paulus Potter, Carle van Loo, Dietrich, et Jean-Baptiste Isabey, entre autres. La Bibliothèque nationale de France conserve de lui 29 gravures.
Sévère, Beraldi le juge comme étant « l'un des graveurs à l'aquatinte des plus insignifiants, [...] et dans la triste manière de la fin de Debucourt ».